# Граф Уигтаун
 Граф Уигтаун (англ. Earl of Wigtown) — дворянский титул, созданный дважды в системе Пэрства Шотландии (1341, 1606).

## История
Впервые графский титул был создан 9 ноября 1341 года для Малкольма Флеминга (ум. 1363). Ему наследовал его внук, Томас Флеминг (ум. ок. 1382). В 1372 году Томас Флеминг продал титул и графство Арчибальду Свирепому Дугласу, 3-му графу Дугласу (1328—1400). Передача графского титула была подтверждена королем Шотландии Робертом III Стюартом в том же 1372 году. Дугласы, графы Дуглас, владели графством Уигтаун в течение следующих ста лет, до опалы в 1455 году Джеймса Дугласа, 9-го граф Дугласа.
Вторично графский титул был создан 19 марта 1606 года для Джона Флеминга, 6-го лорда Флеминга (1567—1619). Его прямые потомки владели титулом до смерти в 1747 году Чарльза Флеминга, 7-го графа Уигтауна (1675—1747). Графы второй креации носили дополнительные титулы: лорд Флеминг и Камбернолд (1606) и лорд Флеминг (1451).

## Графы Уигтаун, первая креация (1341)
- 1341—1363: Малкольм Флеминг, 1-й граф Уигтаун (ум. 1363), сын Роберта Флеминга
- 1363—1372: Томас Флеминг, 2-й граф Уигтаун (ум. ок. 1382), сын Джона Флеминга (ум. 1351), внук предыдущего.

## Графы Дуглас
- 1372—1400: Арчибальд Дуглас, 3-й граф Дуглас (ок. 1328—1400), внебрачный сын Джеймса Дугласа, барона Дугласа (ок. 1286—1330)
- 1400—1424: Арчибальд Дуглас, 4-й граф Дуглас (1372—1424), старший сын предыдущего
- 1424—1439: Арчибальд Дуглас, 5-й граф Дуглас (1390—1439), старший сын предыдущего
- 1439—1440: Уильям Дуглас, 6-й граф Дуглас (ок. 1424—1440), старший сын предыдущего
- 1440—1443: Джеймс Дуглас, 7-й граф Дуглас (1371—1443), второй сын Арчибальда Дугласа, 3-го графа Дугласа (1328—1400)
- 1443—1452: Уильям Дуглас, 8-й граф Дуглас (1425—1452), старший сын предыдущего
- 1452—1455: Джеймс Дуглас, 9-й граф Дуглас (ок. 1426—1491), второй сын Джеймса Дугласа, 7-го графа Дугласа, младший брат предыдущего.

## Лорды Флеминг (1451)
- 1451—1494: Роберт Флеминг, 1-й лорд Флеминг (ум. 1494)
- 1494—1524: Джон Флеминг, 2-й лорд Флеминг (ок. 1465 — 1 ноября 1524), сын Малкольма Флеминга (ок. 1437 — ок. 1477)
- 1524—1547: Малкольм Флеминг, 3-й лорд Флеминг (ок. 1494 — 10 сентября 1547), сын предыдущего
- 1547—1558: Джеймс Флеминг, 4-й лорд Флеминг (ок. 1538 — 15 декабря 1558), старший сын предыдущего
- 1558—1572: Джон Флеминг, 5-й лорд Флеминг (1529 — 6 сентября 1572), младший брат предыдущего
- 1572—1619: Джон Флеминг, 6-й лорд Флеминг (1567 — апрель 1619), сын предыдущего, граф Уигтаун с 1606 года.

## Графы Уигтаун, вторая креация (1606)
- 1606—1619: Джон Флеминг, 1-й граф Уигтаун (1567 — апрель 1619), сын Джона Флеминга, 5-го лорда Флеминга
- 1619—1650: Джон Флеминг, 2-й граф Уигтаун (7 декабря 1589 — 7 мая 1650), сын предыдущего
- 1650—1665: Джон Флеминг, 3-й граф Уигтаун (ум. в феврале 1665), сын предыдущего
- 1665—1668: Джон Флеминг, 4-й граф Уигтаун (ум в апреле 1668), старший сын предыдущего
- 1668—1681: Уильям Флеминг, 5-й граф Уигтаун (ум. 8 апреля 1681), второй сын Джона Флеминга, 3-го графа Уигтауна
- 1681—1744: Джон Флеминг, 6-й граф Уигтаун (ок. 1673 — 10 февраля 1744), старший сын предыдущего
- 1744—1747: Чарльз Флеминг, 7-й граф Уигтаун (ок. 1675 — 16 мая 1747), младший брат предыдущего, второй сын Уильяма Флеминга, 5-го графа Угтауна.